# Henrique Abranches
Henrique Abranches, (Lisboa, 29 de setembro de 1932 - África do Sul, 5 de fevereiro de 2006), foi um escritor angolano nascido português.
Nasceu em Lisboa em setembro de 1932 e foi para Angola logo após a Segunda Guerra Mundial. Em Sá da Bandeira (atual Lubango) iniciou-se na atividade política, literária, na pintura e nos estudos etnográficos. Mais tarde, já em Luanda, escreve principalmente poesia e textos de etnologia para a Sociedade Cultural de Angola e para a revista da Associação dos Naturais de Angola, na época dirigida por António Jacinto.
Preso pela Pide, escreveu na prisão o esboço do seu primeiro romance, "A Konkhava de Feti", que consegue fazer sair do país. É enviado para Lisboa com residência fixa, onde colabora com a Casa dos Estudantes do Império dando palestras, escrevendo e fazendo trabalho político. É membro fundador da União dos Escritores Angolanos e da UNAP (União Nacional dos Artistas Plásticos), de que foi presidente.
As suas obras A Konkhava de Feti e O Clã de Novembrino (em três volumes) foram galardoadas com o Prémio Nacional de Literatura. Dedicou-se ainda à expansão da Banda Desenhada, através de escolas de sua iniciativa. Com mais de 50 títulos publicados abrangendo temática variada, teve no prelo um pequeno livro de contos.
Faleceu na África do Sul em 2006 devido um Acidente vascular cerebral.